# Nazionale di atletica leggera del Senegal
La nazionale di atletica leggera del Senegal è la rappresentativa del Senegal nelle competizioni internazionali di atletica leggera riservate alle selezioni nazionali.

## Bilancio nelle competizioni internazionali
La nazionale senegalese di atletica leggera vanta 15 partecipazioni ai Giochi olimpici estivi su 29 edizioni disputate. L'unica medaglia olimpica conquistata da un atleta senegalese è l'argento vinto da Amadou Dia Bâ nei 400 metri ostacoli a Seul 1988.
Ai Mondiali di atletica il Senegal può invece vantare 2 medaglie, entrambe vinte da Amy Mbacké Thiam nei 400 metri piani, per la precisione un oro conquistato a Edmonton 2001 e un bronzo a Parigi Saint-Denis 2003.
L'unica medaglia conquistata dal Senegal ai Mondiali indoor porta la firma della triplista Kéné Ndoye, bronzo a Birmingham 2003.